# Tyree Jackson
Tyree Jackson (Norton Shores, 7 novembre 1997) è un giocatore di football americano statunitense che milita nel ruolo di tight end per i New York Giants della National Football League (NFL).

## Carriera

### Buffalo Bills
Dopo non essere stato scelto nel Draft, Jackson firmò con i Buffalo Bills il 27 aprile 2019. Iniziò la quarta gara di pre-stagione come quarterback titolare rimontando uno svantaggio di 23-6 a meno di quattro minuti dal termine del quarto periodo. Fu svincolato il 31 agosto 2019.

### DC Defenders
Nell'ottobre Jackson fu scelto dai DC Defenders nel nono giro del Draft XFL 2019. Nelle prime due partite, entrambe vinte dai Defenders sotto la guida del titolare Cardale Jones, l'unica statistica di Jackson fu una corsa da 5 yard. Giocò leggermente di più nelle successive due gare, entrambe nette sconfitte per i Defenders. Nella settimana 5 sostituì Jones, portando la squadra alla vittoria per 9-14 con 39 yard passate e un touchdown. Pochi giorni dopo la stagione fu cancellata a causa della pandemia di COVID-19.

### Philadelphia Eagles
Il 7 gennaio 2021 Jackson firmò con i Philadelphia Eagles un contratto da riserva per giocare come tight end. Malgrado un training camp estivo positivo fu svincolato. Il 17 agosto tuttavia subì una frattura. Fu inserito in lista infortunati il 2 settembre 2021.
Jackson fu attivato il 6 novembre e debuttò nella NFL il giorno successivo, giocando 14 snap in attacco e 4 negli special team. Nell'ultima partita della stagione regolare, l'8 gennaio 2022, ricevette il primo passaggio in carriera da 3 yard da Gardner Minshew, for his first career touchdown. Più tardi però, in quella stessa gara si ruppe il legamento crociato anteriore, chiudendo la sua stagione. Fu inserito in lista infortunati due giorni dopo. Tornò nel roster attivo il 27 luglio 2022. Il 23 agosto 2022 fu inserito in lista infortunati. Il 16 novembre 2022 tornò attivo. Nella stagione regolare 2022 disputò 5 partite senza ricevere alcun passaggio.

### New York Giants
Il 30 agosto 2023 Jackson firmò con la squadra di allenamento dei New York Giants.

## Palmarès
- National Football Conference Championship: 1

Philadelphia Eagles: 2022